# Тоні Вудкок
Ентоні Стюарт «Тоні» Вудкок (англ. Anthony Stewart "Tony" Woodcock, нар. 6 грудня 1955, Іствуд) — англійський футболіст, що грав на позиції нападника. По завершенні ігрової кар'єри — тренер.
Виступав, зокрема, за «Ноттінгем Форест», «Кельн» та «Арсенал», а також національну збірну Англії, у кладі якої був учасником чемпіонату світу та Європи.

## Клубна кар'єра
Вихованець школи підготовки «Ноттінгем Форест». З 1974 року став залучатись до матчів першої команди і за два роки взяв участь лише в 11 матчах Другого дивізіону. Для отримання ігрової практики здавався в оренду в клуби Четвертого дивізіону «Лінкольн Сіті» та «Донкастер Роверз». Повернувшись у «Ноттінгем Форест», у першому ж сезоні 1976/77 допоміг клубу вийти в елітний англійський дивізіон, а у 1978 році став з командою чемпіоном країни та володарем Кубка англійської ліги, при цьому Вудкок був визнаний відкриттям року і отримав нагороду найкращого молодого футболіста країни. У наступному сезоні 1978/79 «Ноттінгем Форрест» став віце-чемпіоном Англії, а також виграв Кубок європейських чемпіонів, здобув Суперкубок Англії і захистив звання володаря Кубка англійської ліги. При цьому саме Вудкок забив вирішальний гол у фіналі проти «Саутгемптона» (3:2).
1979 року Вудкок перейшов за 600 тис. фунтів стерлінгів у західнонімецький «Кельн», де провів три сезони. З «Кельном» став віце-чемпіоном ФРН у 1982 році та фіналістом національного Кубка у 1980 році. У складі «Кельна» був одним з головних бомбардирів команди, маючи середню результативність на рівні 0,35 голу за гру першості (англієць забив 28 м'ячів у 81 матчі Бундесліги).
Тоні повернувся на батьківщину після чемпіонату світу 1982 року, підписавши контракт з «Арсеналом» за £ 500 тис.. Вудкок ставав найкращим бомбардиром «Арсеналу» протягом наступних чотирьох сезонів, в сезоні 1983/84 він забив п'ять м'ячів в одній грі проти «Астон Вілли», встановивши тим самим повоєнний клубний рекорд. У березні 1985 року Вудкок отримав серйозну травму, яка перекреслила всі його плани на сезон. А в травні 1986 року, після приходу на посаду менеджера «канонірів» Джорджа Грема, що не бачив Вудкока у команді, Тоні вирішив повернутися в Німеччину. За «Арсенал» Вудкок провів 168 матчів, забивши 68 м'ячів.
Протягом 1986—1988 років знову захищав кольори команди клубу «Кельн», куди повернувся за 500 тис. марок, забивши 11 голів за 50 матчів Бундесліги, а завершив професійну ігрову кар'єру у клубі «Фортуна» (Кельн), де виступав протягом 1988—1990 років.

## Виступи за збірну
16 травня 1978 року дебютував в офіційних матчах у складі національної збірної Англії в грі Домашнього чемпіонату Великої Британії проти Північної Ірландії, де англійці перемогли 1:0 і достроково стали переможцями турніру. 
У складі збірної був учасником чемпіонату Європи 1980 року в Італії, де зіграв в усіх трьох матчах групового етапу, а в грі останнього туру проти Іспанії (2:1) забив переможний гол, втім його команда все одна стала лише третьою і не вийшла в плей-оф. Через два роки зіграв і на чемпіонаті світу 1982 року в Іспанії, де виходив у двох матчах, а його збірна вилетіла на другому груповому етапі.
Всього протягом кар'єри у національній команді, яка тривала 9 років, провів у формі головної команди країни 42 матчі, забивши 16 голів.

## Кар'єра тренера
По завершенні кар'єри гравця залишився в Німеччині, очоливши 1990 року тренерський штаб клубу «Фортуна» (Кельн).
1992 року став головним тренером команди «Вікторія» (Кельн), тренував клуб з Кельна два роки, а останнім місцем тренерської роботи був клуб «Локомотив» (Лейпциг), головним тренером команди якого Тоні Вудкок був протягом 1994 року.
З липня 2001 року по травень 2002 року Вудкок був спортивним директором в «Айнтрахті» (Франкфурт) , після чого він працював у Німеччині як консультант та експерт у телепрограмах.

## Титули і досягнення
- Чемпіон Англії (1):

«Ноттінгем Форест»: 1977-78
- Володар Кубка англійської ліги (2):

«Ноттінгем Форест»: 1977-78, 1978-79
- Володар Суперкубка Англії (1):

«Ноттінгем Форест»: 1978
- Володар Кубка чемпіонів УЄФА (1):

«Ноттінгем Форест»: 1978–79

### Індивідуальні
- Найкращий молодий футболіст Англії: 1978[2]
- Гравець року в «Ноттінгем Форест»: 1977
- Гравець року в «Арсеналі»: 1983[10]